# Vendekreds
En vendekreds er betegnelsen for den breddekreds, der er den nordligste eller sydligste hvor et bestemt himmellegeme kan stå i zenit. Solens vendekredse Krebsens vendekreds og Stenbukkens vendekreds er på 23,44 grader, henholdsvis nordlig og sydlig bredde.
Solen står i zenit over 23,44 grader nordlig bredde ved dansk sommersolhverv, cirka 21. juni, og den står i zenit over 23,44 grader sydlig bredde ved dansk vintersolhverv cirka 21. december.